# 스펙트럼 누설
스펙트럼 누설(Spectral leakage)이라는 것은 신호를 스펙트럼 분석 했을 때, 원래의 신호에는 포함되어 있지 않은 주파수 성분이 관측되는 현상을 말한다. 원래의 신호 스펙트럼 주위의 주파수에 누설이 된 것과 같은 에너지가 관측되어 이와 같이 부른다.

## 오해
스펙트럼 누설이 이산 푸리에 변환에 의하여 발생하고, 창 함수에 의하여 그것을 완화할 수 있다는 잘못된 인식을 하는 경우가 있으나, 실제로는 창 함수가 스펙트럼 누설의 근본적인 원인이고, 이산 푸리에 변환은 누설이 없는 것과 같은 착각을 일으키게 하는 방법이다. 또 구형파의 창이 필요하게 되어 신호 스펙트럼의 요소는 이산 푸리에 변환의 기본함수와 일치할 필요가 있다. 그러나, 창 함수를 통과한 신호의 푸리에 변환을 수행하면 항상 스펙트럼 누설이 생기는 것은 명확하다.

## 발생
구형파가 아닌 창 함수는 스펙트럼 누설을 증대시키는데 경우에 따라서는 가장 피해가 적은 장소에 누설이 생기도록 설계할 수 있다. 일반적으로 주파수가 인접한 동일 강도의 신호를 식별하는 것과, 다른 주파수의 강도가 상이한 신호를 식별하는 것은 트레이드 오프 관계에 있다.